# Mys Zhigalgan
Mys Zhigalgan är en udde i Kazakstan. Den ligger i oblystet Mangghystau, i den västra delen av landet, 1 700 km sydväst om huvudstaden Astana.
Terrängen inåt land är platt norrut, men söderut är den kuperad.  Trakten runt Mys Zhigalgan är nära nog obefolkad, med mindre än två invånare per kvadratkilometer. Trakten runt Mys Zhigalgan består i huvudsak av gräsmarker.